# Брукс, Даниэль
Даниэ́ль Бри́ттани Брукс (англ. Danielle Brittany Brooks; род. 17 сентября 1989, Огаста, Джорджия, США) — американская актриса и певица. Она наиболее известна по роли Таши «Тейсти» Джефферсон в сериале Netflix «Оранжевый — хит сезона». В 2016 году она была номинирована на премию «Тони» за роль Софии в бродвейском мюзикле «Цветы лиловые полей» (2015).

## Биография
Брукс родилась в Огасте, штат Джорджия, в семье проповедника, из-за чего в детстве выступала в церковном хоре в Южной Каролине. В 2011 году Брукс окончила Джульярдскую школу и вскоре начала актёрскую карьеру.
В 2013 году Брукс получила второстепенную роль Таши «Тейсти» Джефферсон в первом сезоне сериала Netflix «Оранжевый — хит сезона». После хороших отзывов от критиков, она была повышена до основного состава начиная со второго сезона, одновременно с чем была увеличена и её значимость в сюжете с добавлением в него Лоррейн Туссен в роли злобной приёмной матери персонажа Брукс. В 2014 году она также была гостем в сериале HBO «Девчонки», а также дебютировала на большом экране в фильме «Я мечтаю слишком много» с Дайан Ладд.
В 2015 году Брукс дебютировала на бродвейской сцене с ролью Софии в мюзикле «Цветы лиловые полей» с Дженнифер Хадсон и Синтией Эриво. Роль принесла ей номинацию на премию «Тони» за лучшую женскую роль второго плана в мюзикле.

## Личная жизнь
31 декабря 2019 года состоялась помолвка Брукс с Деннисом Гелином, от которого у неё есть дочь — Фрия Карел Гелин (род. 16 ноября 2019).

## Фильмография
| Год          |    | Русское название                           | Оригинальное название              | Роль                     |
| ------------ | -- | ------------------------------------------ | ---------------------------------- | ------------------------ |
| 2012         | тф | Современная любовь                         | Modern Love                        | Рэйми                    |
| 2013—2019    | с  | Оранжевый — хит сезона                     | Orange Is the New Black            | Таша «Тейсти» Джефферсон |
| 2014         | с  | Девчонки                                   | Girls                              | Лора                     |
| 2014         | ф  | Перерыв на бездумье                        | Time Out of Mind                   | ресепсионистка           |
| 2015         | ф  | Я мечтаю слишком много                     | I Dream Too Much                   | Эбби                     |
| 2015—2017    | с  | Мастер не на все руки                      | Master of None                     | Шэннон                   |
| 2016         | мф | Angry Birds в кино                         | The Angry Birds Movie              | Моника / Оливия          |
| 2017         | мс | Рапунцель: Новая история                   | Tangled: The Series                | Рутлес Рут               |
| 2017         | с  | События прошедшей недели с Джоном Оливером | Last Week Tonight with John Oliver | Таша «Тейсти» Джефферсон |
| 2018         | с  | Кайф с доставкой                           | High Maintenance                   | Режин                    |
| 2019         | ф  | Помилование                                | Clemency                           | Иветт Уилкинсон          |
| 2020         | с  | Социальная дистанция                       | Social Distance                    | Имани                    |
| 2020—2022    | мс | Достаточно близко                          | Close Enough                       | Перл                     |
| 2022 — н. в. | с  | Миротворец                                 | Peacemaker                         | Леота Адебайо            |
| 2023         | ф  | Цвет лиловый                               | The Color Purple                   | София                    |
| 2025         | ф  | Minecraft в кино                           | A Minecraft Movie                  | Дон                      |
| 2025         | мф | Плохие парни 2                             | The Bad Guys 2                     | Кисонька                 |
| 2025         | ф  | Oh. What. Fun.                             | Oh. What. Fun.                     |                          |